# BCU International Stadium
Das BCU International Stadium (ehemals Coffs Coast International Stadium) ist ein Stadion im australischen Coffs Harbour.
Das 1994 erbaute Stadion bietet 20.000 Sitzplätze und war 2001 Austragungsort des Rekord-Fußball-Länderspiels Australien gegen Amerikanisch-Samoa (31:0).